# گلابی سنجدی
گلابی سنجدی (نام علمی: Pyrus elaeagrifolia) نام یک گونه از سرده گلابی است.